# Deuxième circonscription de la Loire-Atlantique
La deuxième circonscription de la Loire-Atlantique est l'une des dix circonscriptions législatives françaises que compte le département de la Loire-Atlantique.

## La circonscription de 1958 à 1986

### Description géographique
Dans le découpage électoral de 1958, la deuxième circonscription de la Loire-Atlantique était composée des cantons suivants :
- canton de Nantes 2
- canton de Nantes-3
- canton de Nantes-4
- canton de Nantes-9.

### Historique des députations
| Législature | Début de mandat | Fin de mandat  | Député            | Parti politique | Observations |
| ----------- | --------------- | -------------- | ----------------- | --------------- | --- |
| Ire         | 9 décembre 1958 | 9 octobre 1962 | Henry Orrion      | CNIP            | Mandat écourté à la suite d'une dissolution parlementaire décidée par Charles de Gaulle. |
| IIe         | 6 décembre 1962 | 2 avril 1967   | Albert Dassié     | UNR             | |
| IIIe        | 3 avril 1967    | 30 mai 1968    | Christian Chauvel | SFIO            | Mandat écourté à la suite d'une dissolution parlementaire décidée par Charles de Gaulle. |
| IVe         | 11 juillet 1968 | 1er avril 1973 | Albert Dassié     | DVD             | |
| Ve          | 2 avril 1973    | 2 avril 1978   | Christian Chauvel | PS              | |
| VIe         | 3 avril 1978    | 22 mai 1981    | Alain Chénard     | PS              | Mandat écourté à la suite d'une dissolution parlementaire décidée par François Mitterrand. |
| VIIe        | 2 juillet 1981  | 1er avril 1986 | Alain Chénard     | PS              | |
| VIIIe       | 2 avril 1986    | 14 mai 1988    | Aucun             | Aucun           | Proportionnelle par département, pas de député par circonscription Proportionnelle par département, pas de député par circonscription. Mandat écourté à la suite d'une dissolution parlementaire décidée par François Mitterrand. |

### Historique des élections

#### Élections de 1958
| Candidat              | Candidat          | Parti          | Premier tour | Premier tour | Second tour | Second tour |  |
| Candidat              | Candidat          | Parti          | Voix         | %            | Voix        | %           |  |
| --------------------- | ----------------- | -------------- | ------------ | ------------ | ----------- | ----------- |  |
|                       | Henry Orrion élu  | CNIP           | 15 740       | 37,12        | 24 212      | 59,87       |  |
|                       | Christian Chauvel | SFIO           | 7 452        | 17,57        | 9 113       | 22,54       |  |
|                       | Gilles Gravoille  | PCF            | 7 378        | 17,4         | 7 114       | 17,59       |  |
|                       | Pierre Le Foll    | UNR            | 6 493        | 15,31        | Retrait     | Retrait     |  |
|                       | Marcel Barré      | MRP            | 2 997        | 7,07         | Retrait     | Retrait     |  |
|                       | Bernard de Tinguy | Modérés        | 2 342        | 5,52         | Retrait     | Retrait     |  |
|                       |                   |                |              |              |             |             |  |
| Inscrits              | Inscrits          | Inscrits       | 56 676       | 100,00       | 56 678      | 100,00      |  |
| Abstentions           | Abstentions       | Abstentions    | 13 578       | 23,96        | 15 475      | 27,3        |  |
| Votants               | Votants           | Votants        | 43 098       | 76,04        | 41 203      | 72,7        |  |
| Blancs et nuls        | Blancs et nuls    | Blancs et nuls | 696          | 1,61         | 764         | 1,85        |  |
| Exprimés              | Exprimés          | Exprimés       | 42 402       | 98,39        | 40 439      | 98,15       |  |
| Source : Data.gouv.fr |                   |                |              |              |             |             |  |

Le suppléant de Henry Orrion était André Clément, chef de service commercial, adjoint spécial de Chantenay-sur-Loire.

#### Élections de 1962
| Candidat              | Candidat             | Parti          | Premier tour | Premier tour | Second tour | Second tour |  |
| Candidat              | Candidat             | Parti          | Voix         | %            | Voix        | %           |  |
| --------------------- | -------------------- | -------------- | ------------ | ------------ | ----------- | ----------- |  |
|                       | Albert Dassié élu    | UNR-UDT        | 15 009       | 40,01        | 22 140      | 58,2        |  |
|                       | Henry Orrion sortant | CNIP           | 8 571        | 22,85        | Retrait     | Retrait     |  |
|                       | Christian Chauvel    | SFIO           | 7 013        | 18,69        | 15 903      | 41,8        |  |
|                       | Gilles Gravoille     | PCF            | 6 924        | 18,46        | Retrait     | Retrait     |  |
|                       |                      |                |              |              |             |             |  |
| Inscrits              | Inscrits             | Inscrits       | 57 273       | 100,00       | 57 273      | 100,00      |  |
| Abstentions           | Abstentions          | Abstentions    | 18 963       | 33,11        | 17 691      | 30,89       |  |
| Votants               | Votants              | Votants        | 38 310       | 66,89        | 39 582      | 69,11       |  |
| Blancs et nuls        | Blancs et nuls       | Blancs et nuls | 793          | 2,07         | 1 539       | 3,89        |  |
| Exprimés              | Exprimés             | Exprimés       | 37 517       | 97,93        | 38 043      | 96,11       |  |
| Source : Data.gouv.fr |                      |                |              |              |             |             |  |

La suppléante d'Albert Dassié était Paule Marret, pharmacien, maire d'Avessac.

#### Élections de 1967
| Candidat              | Candidat              | Parti          | Premier tour | Premier tour | Second tour | Second tour |  |
| Candidat              | Candidat              | Parti          | Voix         | %            | Voix        | %           |  |
| --------------------- | --------------------- | -------------- | ------------ | ------------ | ----------- | ----------- |  |
|                       | Albert Dassié sortant | UD-Ve          | 17 944       | 38,26        | 22 323      | 48,45       |  |
|                       | Christian Chauvel élu | FGDS (SFIO)    | 11 229       | 23,94        | 23 752      | 51,55       |  |
|                       | Gilles Gravoille      | PCF            | 8 625        | 18,39        | Retrait     | Retrait     |  |
|                       | Yves Papon            | CD (PDM)       | 5 928        | 12,64        |             |             |  |
|                       | Michel Lucot          | CNIP           | 3 169        | 6,76         |             |             |  |
|                       |                       |                |              |              |             |             |  |
| Inscrits              | Inscrits              | Inscrits       | 61 219       | 100,00       | 61 222      | 100,00      |  |
| Abstentions           | Abstentions           | Abstentions    | 13 699       | 22,38        | 13 853      | 22,63       |  |
| Votants               | Votants               | Votants        | 47 520       | 77,62        | 47 369      | 77,37       |  |
| Blancs et nuls        | Blancs et nuls        | Blancs et nuls | 625          | 1,32         | 1 294       | 2,73        |  |
| Exprimés              | Exprimés              | Exprimés       | 46 895       | 98,68        | 46 075      | 97,27       |  |
| Source : Data.gouv.fr |                       |                |              |              |             |             |  |

Le suppléant de Christian Chauvel était Henri Forget, Rad., ancien adjoint au maire de Nantes.

#### Élections de 1968
| Candidat              | Candidat                  | Parti          | Premier tour | Premier tour | Second tour | Second tour |  |
| Candidat              | Candidat                  | Parti          | Voix         | %            | Voix        | %           |  |
| --------------------- | ------------------------- | -------------- | ------------ | ------------ | ----------- | ----------- |  |
|                       | Albert Dassié élu         | UDR (URP)      | 22 546       | 48,37        | 24 307      | 52,16       |  |
|                       | Christian Chauvel sortant | FGDS (SFIO)    | 12 713       | 27,28        | 22 296      | 47,84       |  |
|                       | Gilles Gravoille          | PCF            | 7 128        | 15,29        | Retrait     | Retrait     |  |
|                       | Jacques Sallois           | PSU            | 4 220        | 9,05         |             |             |  |
|                       |                           |                |              |              |             |             |  |
| Inscrits              | Inscrits                  | Inscrits       | 61 206       | 100,00       | 61 151      | 100,00      |  |
| Abstentions           | Abstentions               | Abstentions    | 13 832       | 22,6         | 13 836      | 22,63       |  |
| Votants               | Votants                   | Votants        | 47 374       | 77,4         | 47 315      | 77,37       |  |
| Blancs et nuls        | Blancs et nuls            | Blancs et nuls | 767          | 1,62         | 712         | 1,5         |  |
| Exprimés              | Exprimés                  | Exprimés       | 46 607       | 98,38        | 46 603      | 98,5        |  |
| Source : Data.gouv.fr |                           |                |              |              |             |             |  |

Le suppléant d'Albert Dassié était Henri Loudéac, UDR, vérificateur technique au Ministère de l'Equipement, adjoint spécial de Saint-Herblain.

#### Élections de 1973
| Candidat              | Candidat              | Parti                | Premier tour | Premier tour | Second tour | Second tour |  |
| Candidat              | Candidat              | Parti                | Voix         | %            | Voix        | %           |  |
| --------------------- | --------------------- | -------------------- | ------------ | ------------ | ----------- | ----------- |  |
|                       | Albert Dassié sortant | UDR (URP)            | 16 317       | 31,19        | 25 562      | 48,43       |  |
|                       | Christian Chauvel élu | PS (UGSD)            | 13 934       | 26,63        | 27 221      | 51,57       |  |
|                       | Marcel Faugère        | PCF                  | 7 206        | 13,77        | Retrait     | Retrait     |  |
|                       | Charles Gautier       | CD (MR)              | 7 131        | 13,63        | Retrait     | Retrait     |  |
|                       | Joseph Olliéric       | Divers droite        | 2 327        | 4,45         |             |             |  |
|                       | Maurice Milpied       | PSU                  | 2 177        | 4,16         |             |             |  |
|                       | Paul Grangé           | FN                   | 975          | 1,86         |             |             |  |
|                       | François Déron        | Extrême gauche (LCR) | 694          | 1,33         |             |             |  |
|                       | Eugène Dugas          | Extrême gauche (OCI) | 626          | 1,19         |             |             |  |
|                       | Lionel Divard         | Régionaliste (SAV)   | 504          | 0,96         |             |             |  |
|                       | Alain Tassel          | UDB                  | 427          | 0,82         |             |             |  |
|                       |                       |                      |              |              |             |             |  |
| Inscrits              | Inscrits              | Inscrits             | 68 425       | 100,00       | 68 430      | 100,00      |  |
| Abstentions           | Abstentions           | Abstentions          | 15 420       | 22,54        | 14 432      | 21,09       |  |
| Votants               | Votants               | Votants              | 53 005       | 77,46        | 53 998      | 78,91       |  |
| Blancs et nuls        | Blancs et nuls        | Blancs et nuls       | 687          | 1,3          | 1 215       | 2,25        |  |
| Exprimés              | Exprimés              | Exprimés             | 52 318       | 98,7         | 52 783      | 97,75       |  |
| Source : Data.gouv.fr |                       |                      |              |              |             |             |  |

Le suppléant de Christian Chauvel était Alain Chénard, ingénieur, adjoint au maire de Nantes.

#### Élections de 1978
| Candidat       | Candidat                  | Parti              | Premier tour | Premier tour | Second tour | Second tour |  |
| Candidat       | Candidat                  | Parti              | Voix         | %            | Voix        | %           |  |
| -------------- | ------------------------- | ------------------ | ------------ | ------------ | ----------- | ----------- |  |
|                | Jean-Claude Ferré         | RPR                | 17 710       | 29,26        | 31 034      | 48,98       |  |
|                | Alain Chénard élu         | PS                 | 16 117       | 26,62        | 32 322      | 51,02       |  |
|                | Claude Poperen            | PCF                | 9 473        | 15,64        |             |             |  |
|                | Jean-Pierre Cariou        | CNIP               | 5 208        | 8,60         |             |             |  |
|                | Christian Chauvel sortant | PSD                | 3 950        | 6,52         |             |             |  |
|                | Michel Dugast             | Divers droite (DC) | 2 239        | 3,70         |             |             |  |
|                | Lucien Divard             | MRG                | 1 466        | 2,42         |             |             |  |
|                | Joëlle Saint-Paul         | Divers             | 993          | 1,64         |             |             |  |
|                | Gérard Poussin            | PSU (FAB)          | 722          | 1,18         |             |             |  |
|                | Jean Le Foll              | Divers droite      | 647          | 1,07         |             |             |  |
|                | Marie-France Belin        | LO                 | 599          | 0,99         |             |             |  |
|                | Bernard Le Blavec         | UDB                | 494          | 0,81         |             |             |  |
|                | Gérard Nicol              | LCR                | 467          | 0,77         |             |             |  |
|                | Bertrand Renouvin         | Divers             | 272          | 0,45         |             |             |  |
|                | Dominique Jaunas          | UOPDP              | 159          | 0,26         |             |             |  |
|                |                           |                    |              |              |             |             |  |
| Inscrits       | Inscrits                  | Inscrits           | 78 635       | 100,00       | 78 766      | 100,00      |  |
| Abstentions    | Abstentions               | Abstentions        | 17 075       | 21,71        | 14 180      | 18          |  |
| Votants        | Votants                   | Votants            | 61 560       | 78,29        | 64 586      | 82          |  |
| Blancs et nuls | Blancs et nuls            | Blancs et nuls     | 1 044        | 1,7          | 1 230       | 1,9         |  |
| Exprimés       | Exprimés                  | Exprimés           | 60 516       | 98,3         | 63 356      | 98,1        |  |

La suppléante d'Alain Chénard était Éva Gendrault.

#### Élections de 1981
| Candidat       | Candidat                    | Parti          | Premier tour | Premier tour | Second tour | Second tour |  |
| Candidat       | Candidat                    | Parti          | Voix         | %            | Voix        | %           |  |
| -------------- | --------------------------- | -------------- | ------------ | ------------ | ----------- | ----------- |  |
|                | Alain Chénard sortant réélu | PS             | 21 631       | 43,46        | 29 900      | 56,76       |  |
|                | Jean-Pierre Bazin           | RPR (UNM)      | 13 667       | 27,46        | 22 780      | 43,24       |  |
|                | Pierre Cueille              | UDF (Rad)      | 7 120        | 14,31        |             |             |  |
|                | Michel Moreau               | PCF            | 4 751        | 9,55         |             |             |  |
|                | Yves-Marie Floch            | MRG            | 899          | 1,80         |             |             |  |
|                | Jean Brizais                | PSU            | 687          | 1,38         |             |             |  |
|                | Patrick Pellen              | UDB            | 478          | 0,96         |             |             |  |
|                | Josette Chauvet             | LO             | 364          | 0,73         |             |             |  |
|                | Pierre Jourdain             | UOPDP          | 170          | 0,34         |             |             |  |
|                |                             |                |              |              |             |             |  |
| Inscrits       | Inscrits                    | Inscrits       | 77 675       | 100,00       | 77 675      | 100,00      |  |
| Abstentions    | Abstentions                 | Abstentions    | 27 471       | 35,37        | 24 287      | 31,27       |  |
| Votants        | Votants                     | Votants        | 50 204       | 64,63        | 53 388      | 68,73       |  |
| Blancs et nuls | Blancs et nuls              | Blancs et nuls | 437          | 0,87         | 708         | 1,33        |  |
| Exprimés       | Exprimés                    | Exprimés       | 49 767       | 99,13        | 52 680      | 98,67       |  |

Le suppléant d'Alain Chénard était Jean-Marc Ayrault, conseiller général, maire de Saint-Herblain.

## La circonscription depuis 1986

### Description géographique et démographique
Depuis le redécoupage des circonscriptions législatives du 24 novembre 1986, la circonscription regroupe les cantons suivants :
- Canton de Nantes-2 ;
- Canton de Nantes-3 ;
- Canton de Nantes-4 ;
- Canton de Nantes-9, supprimé en 2015, réparti entre les cantons de Nantes-2 et Nantes-7.

D'après le recensement général de la population réalisé en 1999 par l'Institut national de la statistique et des études économiques (Insee), la population totale de cette circonscription était estimée à 122 110 habitants (106 515 en 1990), la circonscription était donc sous-représentée par rapport à la moyenne nationale (voir la carte de représentativité des circonscriptions législatives françaises), la représentativité théorique par circonscription étant de 105 600 habitants.
D'après le recensement effectué en 2008, la population de la circonscription est passée à 127 902 habitants.
Le périmètre de la circonscription n'a pas été modifié par le redécoupage des circonscriptions législatives françaises de 2010.
La deuxième circonscription de la Loire-Atlantique est la seule circonscription se situant entièrement dans Nantes.

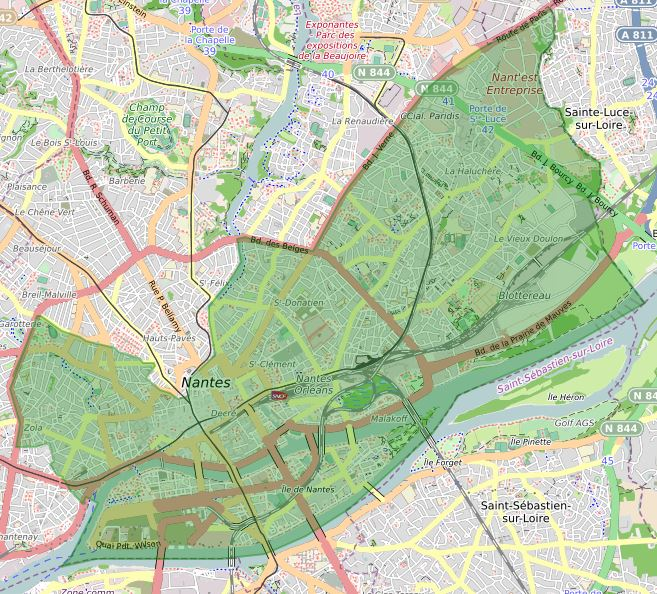
Carte de la seconde circonscription de la Loire-Atlantique

### Historique des députations
| Législature | Début de mandat | Fin de mandat  | Député                    | Parti politique | Observations |
| ----------- | --------------- | -------------- | ------------------------- | --------------- | --- |
| IXe         | 23 juin 1988    | 1er avril 1993 | Élisabeth Hubert          | RPR             | |
| Xe          | 2 avril 1993    | 21 avril 1997  | Élisabeth Hubert,         | RPR,            | Remplacée à partir du 18 juin 1995 par Vincent Delaroux (RPR) à la suite de sa nomination au gouvernement. Mandat écourté à la suite d'une dissolution parlementaire décidée par Jacques Chirac. |
| XIe         | 12 juin 1997    | 18 juin 2002   | Marie-Françoise Clergeau  | PS              | |
| XIIe        | 19 juin 2002    | 19 juin 2007   | Marie-Françoise Clergeau, | PS,             | |
| XIIIe       | 20 juin 2007    | 19 juin 2012   | Marie-Françoise Clergeau  | PS              | |
| XIVe        | 20 juin 2012    | 20 juin 2017   | Marie-Françoise Clergeau  | PS              | |
| XVe         | 21 juin 2017    | 21 juin 2022   | Valérie Oppelt            | LREM            | |
| XVIe        | 22 juin 2022    | 9 juin 2024    | Andy Kerbrat              | LFI-PEPS        | Mandat écourté à la suite d'une dissolution parlementaire décidée par Emmanuel Macron. |
| XVIIe       | 8 juillet 2024  | En cours       | Andy Kerbrat              | LFI             | |

### Historique des élections

#### Élections de 1988
| Candidat       | Candidat                         | Parti          | Premier tour | Premier tour | Second tour | Second tour |  |
| Candidat       | Candidat                         | Parti          | Voix         | %            | Voix        | %           |  |
| -------------- | -------------------------------- | -------------- | ------------ | ------------ | ----------- | ----------- |  |
|                | Élisabeth Hubert sortante réélue | RPR (URC)      | 19 206       | 46,36        | 23 957      | 54,16       |  |
|                | Albert Mahé                      | PS             | 16 631       | 40,15        | 20 276      | 45,84       |  |
|                | Ludovic Cassard                  | FN             | 3 246        | 7,84         |             |             |  |
|                | Joël Busson                      | PCF            | 2 343        | 5,66         |             |             |  |
|                |                                  |                |              |              |             |             |  |
| Inscrits       | Inscrits                         | Inscrits       | 68 177       | 100,00       | 68 171      | 100,00      |  |
| Abstentions    | Abstentions                      | Abstentions    | 26 185       | 38,41        | 23 352      | 34,26       |  |
| Votants        | Votants                          | Votants        | 41 992       | 61,59        | 44 819      | 65,74       |  |
| Blancs et nuls | Blancs et nuls                   | Blancs et nuls | 566          | 1,35         | 586         | 1,31        |  |
| Exprimés       | Exprimés                         | Exprimés       | 41 426       | 98,65        | 44 233      | 98,69       |  |

Le suppléant d'Élisabeth Hubert était Tony Lesaffre, chef d'entreprise, conseiller municipal de Nantes.

#### Élections de 1993
| Candidat       | Candidat                         | Parti          | Premier tour | Premier tour | Second tour | Second tour |  |
| Candidat       | Candidat                         | Parti          | Voix         | %            | Voix        | %           |  |
| -------------- | -------------------------------- | -------------- | ------------ | ------------ | ----------- | ----------- |  |
|                | Élisabeth Hubert sortante réélue | RPR (UPF)      | 19 415       | 44,82        | 24 565      | 59,2        |  |
|                | Albert Mahé                      | PS (ADFP)      | 9 731        | 22,46        | 16 933      | 40,8        |  |
|                | Benoist Dutertre                 | FN             | 4 296        | 9,92         |             |             |  |
|                | Jean-Claude Demaure              | GÉ (EÉ)        | 4 191        | 9,67         |             |             |  |
|                | Claude Constant                  | PCF            | 1 972        | 4,55         |             |             |  |
|                | Tadeusz Kucharczyk               | Divers droite  | 1 481        | 3,42         |             |             |  |
|                | François Préneau                 | LCR            | 1 050        | 2,42         |             |             |  |
|                | Nicole Girel                     | LT-LNÉ         | 978          | 2,26         |             |             |  |
|                | Charles Le Janne                 | PLN            | 208          | 0,48         |             |             |  |
|                |                                  |                |              |              |             |             |  |
| Inscrits       | Inscrits                         | Inscrits       | 71 611       | 100,00       | 71 611      | 100,00      |  |
| Abstentions    | Abstentions                      | Abstentions    | 26 490       | 36,99        | 27 765      | 38,77       |  |
| Votants        | Votants                          | Votants        | 45 121       | 63,01        | 43 846      | 61,23       |  |
| Blancs et nuls | Blancs et nuls                   | Blancs et nuls | 1 799        | 3,99         | 2 348       | 5,36        |  |
| Exprimés       | Exprimés                         | Exprimés       | 43 322       | 96,01        | 41 498      | 94,64       |  |

Le suppléant d'Élisabeth Hubert était Vincent Delaroux, chef d'entreprise, ancien conseiller municipal de Nantes. Vincent Delaroux remplaça Elisabeth Hubert, nommée membre du gouvernement, du 19 juin 1995 au 21 avril 1997.

#### Élections de 1997
| Candidat       | Candidat                      | Parti          | Premier tour | Premier tour | Second tour | Second tour |  |
| Candidat       | Candidat                      | Parti          | Voix         | %            | Voix        | %           |  |
| -------------- | ----------------------------- | -------------- | ------------ | ------------ | ----------- | ----------- |  |
|                | Marie-Françoise Clergeau élue | PS             | 13 233       | 30,66        | 23 051      | 50,82       |  |
|                | Élisabeth Hubert sortante     | RPR            | 12 882       | 29,85        | 22 307      | 49,18       |  |
|                | Samuel Maréchal               | FN             | 4 439        | 10,28        |             |             |  |
|                | Annick du Roscoat             | LDI (CNIP)     | 3 107        | 7,2          |             |             |  |
|                | Gérard Aubron                 | Les Verts      | 2 313        | 5,36         |             |             |  |
|                | Claude Constant               | PCF            | 2 204        | 5,11         |             |             |  |
|                | Yvon Chotard                  | Divers gauche  | 1 300        | 3,01         |             |             |  |
|                | Bertrand Tourillon            | diss. UDF      | 1 087        | 2,52         |             |             |  |
|                | Jean-Marie Pousseur           | MDC            | 810          | 1,88         |             |             |  |
|                | Nicole Girel                  | LT-LNÉ         | 721          | 1,67         |             |             |  |
|                | Patrick Pellen                | UDB            | 545          | 1,26         |             |             |  |
|                | Christophe Gilbert            | LCR            | 458          | 1,06         |             |             |  |
|                | Charles-André Lejanne         | PLN            | 61           | 0,14         |             |             |  |
|                | Gérald Rosiek                 | Divers         | 0            | 0            |             |             |  |
|                |                               |                |              |              |             |             |  |
| Inscrits       | Inscrits                      | Inscrits       | 73 029       | 100,00       | 73 031      | 100,00      |  |
| Abstentions    | Abstentions                   | Abstentions    | 28 321       | 38,78        | 25 878      | 35,43       |  |
| Votants        | Votants                       | Votants        | 44 708       | 61,22        | 47 153      | 64,57       |  |
| Blancs et nuls | Blancs et nuls                | Blancs et nuls | 1 548        | 3,46         | 1 795       | 3,81        |  |
| Exprimés       | Exprimés                      | Exprimés       | 43 160       | 96,54        | 45 358      | 96,19       |  |

Le suppléant de Marie-Françoise Clergeau était Alain Robert, directeur du service juridique d'une collectivité locale, adjoint au maire de Nantes, conseiller général du canton de Nantes-3 à partir de 1998.

#### Élections de 2002
| Candidat       | Candidat                                 | Parti            | Premier tour | Premier tour | Second tour | Second tour |  |
| Candidat       | Candidat                                 | Parti            | Voix         | %            | Voix        | %           |  |
| -------------- | ---------------------------------------- | ---------------- | ------------ | ------------ | ----------- | ----------- |  |
|                | François Pinte                           | UMP              | 18 079       | 37,49        | 21 992      | 49,63       |  |
|                | Marie-Françoise Clergeau sortante réélue | PS               | 17 698       | 36,7         | 22 316      | 50,37       |  |
|                | Jean-Yves Bocher                         | UDF              | 3 241        | 6,72         |             |             |  |
|                | Barbara Lussaud                          | FN               | 2 441        | 5,06         |             |             |  |
|                | Catherine Choquet                        | Les Verts        | 1 749        | 3,63         |             |             |  |
|                | Yvon Chotard                             | Pôle républicain | 981          | 1,5          |             |             |  |
|                | Delphine Vince                           | LCR              | 722          | 1,5          |             |             |  |
|                | Ariane Henry                             | PCF              | 690          | 1,43         |             |             |  |
|                | Abdel Ghani Moussalli                    | IR               | 611          | 1,27         |             |             |  |
|                | Hélène Defrance                          | LO               | 386          | 0,8          |             |             |  |
|                | Gérard Lefranc                           | MNR              | 384          | 0,8          |             |             |  |
|                | Nicole Fougeron                          | UDB              | 368          | 0,76         |             |             |  |
|                | Jean-Pol Camus                           | MÉI              | 280          | 0,58         |             |             |  |
|                | Sylvie Ratier                            | Extrême gauche   | 179          | 0,37         |             |             |  |
|                | Isabelle Talvande                        | CPNT             | 171          | 0,35         |             |             |  |
|                | Karl Nouail                              | GÉ               | 134          | 0,28         |             |             |  |
|                | Patricia Sauger                          | PT               | 104          | 0,22         |             |             |  |
|                |                                          |                  |              |              |             |             |  |
| Inscrits       | Inscrits                                 | Inscrits         | 76 572       | 100,00       | 76 572      | 100,00      |  |
| Abstentions    | Abstentions                              | Abstentions      | 27 815       | 36,33        | 31 486      | 41,12       |  |
| Votants        | Votants                                  | Votants          | 48 757       | 63,67        | 45 086      | 58,88       |  |
| Blancs et nuls | Blancs et nuls                           | Blancs et nuls   | 539          | 1,11         | 778         | 1,73        |  |
| Exprimés       | Exprimés                                 | Exprimés         | 48 218       | 98,89        | 44 308      | 98,27       |  |

Le suppléant de Marie-Françoise Clergeau était Alain Robert.

#### Élections de 2007
| Candidat       | Candidat                                 | Parti               | Premier tour | Premier tour | Second tour | Second tour |  |
| Candidat       | Candidat                                 | Parti               | Voix         | %            | Voix        | %           |  |
| -------------- | ---------------------------------------- | ------------------- | ------------ | ------------ | ----------- | ----------- |  |
|                | François Pinte                           | UMP                 | 19 217       | 38,93        | 21 876      | 45,24       |  |
|                | Marie-Françoise Clergeau sortante réélue | PS                  | 17 968       | 36,4         | 26 479      | 54,76       |  |
|                | Jean-Yves Bocher                         | UDF–MoDem           | 4 220        | 8,55         |             |             |  |
|                | Pascale Chiron                           | Les Verts           | 2 545        | 5,16         |             |             |  |
|                | Thierry Fourage                          | LCR                 | 1 177        | 2,38         |             |             |  |
|                | Barbara Lussaud                          | FN                  | 771          | 1,56         |             |             |  |
|                | Jacqueline Picca-Dubreuil                | MPF                 | 679          | 1,38         |             |             |  |
|                | Marie-Annick Bénatre                     | PCF                 | 665          | 1,35         |             |             |  |
|                | Abdel Ghani Moussali                     | Extrême gauche (GA) | 601          | 1,22         |             |             |  |
|                | Damaris Merlet                           | UDB                 | 391          | 0,79         |             |             |  |
|                | Roselyne Morel                           | Divers              | 342          | 0,69         |             |             |  |
|                | Hélène Defrance                          | LO                  | 289          | 0,59         |             |             |  |
|                | Jean-Louis Rebière                       | Divers              | 238          | 0,48         |             |             |  |
|                | Paul Teilleux                            | MNR                 | 154          | 0,31         |             |             |  |
|                | François Chapron                         | Divers              | 104          | 0,21         |             |             |  |
|                | Catherine Chirat                         | Divers              | 0            | 0            |             |             |  |
|                |                                          |                     |              |              |             |             |  |
| Inscrits       | Inscrits                                 | Inscrits            | 82 595       | 100,00       | 82 595      | 100,00      |  |
| Abstentions    | Abstentions                              | Abstentions         | 32 813       | 39,73        | 33 397      | 40,43       |  |
| Votants        | Votants                                  | Votants             | 49 782       | 60,27        | 49 198      | 59,57       |  |
| Blancs et nuls | Blancs et nuls                           | Blancs et nuls      | 421          | 0,85         | 843         | 1,71        |  |
| Exprimés       | Exprimés                                 | Exprimés            | 49 361       | 99,15        | 48 355      | 98,29       |  |

#### Élections de 2012
| Candidat       | Candidat                                 | Parti           | Premier tour | Premier tour | Second tour | Second tour |  |
| Candidat       | Candidat                                 | Parti           | Voix         | %            | Voix        | %           |  |
| -------------- | ---------------------------------------- | --------------- | ------------ | ------------ | ----------- | ----------- |  |
|                | Marie-Françoise Clergeau sortante réélue | PS              | 21 118       | 44,64        | 26 208      | 62,22       |  |
|                | Laurence Garnier                         | UMP             | 13 195       | 27,89        | 15 911      | 37,78       |  |
|                | Pascale Chiron                           | EÉLV (UDB)      | 3 625        | 7,66         |             |             |  |
|                | Eliana Delisante                         | FG (PG)         | 3 024        | 6,39         |             |             |  |
|                | Michel Lombardo                          | RBM (FN)        | 2 666        | 5,64         |             |             |  |
|                | Yvon Chotard                             | CpF (MoDem)     | 1 585        | 3,35         |             |             |  |
|                | Louis-Georges Barret                     | PCD (MPF, CNIP) | 1 052        | 2,22         |             |             |  |
|                | Jean-Philippe Guillouche                 | AC              | 337          | 0,71         |             |             |  |
|                | Jean-Pierre Sollerville                  | AÉI             | 297          | 0,63         |             |             |  |
|                | Sandra Cormier                           | NPA             | 260          | 0,55         |             |             |  |
|                | Hélène Defrance                          | LO              | 147          | 0,31         |             |             |  |
|                |                                          |                 |              |              |             |             |  |
| Inscrits       | Inscrits                                 | Inscrits        | 81 581       | 100,00       | 81 582      | 100,00      |  |
| Abstentions    | Abstentions                              | Abstentions     | 33 940       | 41,6         | 38 531      | 47,23       |  |
| Votants        | Votants                                  | Votants         | 47 641       | 58,4         | 43 051      | 52,77       |  |
| Blancs et nuls | Blancs et nuls                           | Blancs et nuls  | 335          | 0,7          | 932         | 2,16        |  |
| Exprimés       | Exprimés                                 | Exprimés        | 47 306       | 99,3         | 42 119      | 97,84       |  |

#### Élections de 2017
Les élections législatives françaises de 2017 ont lieu les dimanches 11 et 18 juin 2017.
|                                                                                     |                                                                          |                           |                           |                          |                          |
|                                                                                     |                                                                          | Premier tour 11 juin 2017 | Premier tour 11 juin 2017 | Second tour 18 juin 2017 | Second tour 18 juin 2017 |
|                                                                                     |                                                                          |                           |                           |                          |                          |
|                                                                                     |                                                                          | Nombre                    | % des inscrits            | Nombre                   | % des inscrits           |
| Inscrits                                                                            | Inscrits                                                                 | 85 834                    | 100,00                    | 85 838                   | 100,00                   |
| Abstentions                                                                         | Abstentions                                                              | 37 107                    | 43,23                     | 46 869                   | 54,60                    |
| Votants                                                                             | Votants                                                                  | 48 727                    | 56,77                     | 38 969                   | 45,40                    |
|                                                                                     |                                                                          |                           | % des votants             |                          | % des votants            |
| Bulletins blancs                                                                    | Bulletins blancs                                                         | 419                       | 0,86                      | 2 391                    | 6,14                     |
| Bulletins nuls                                                                      | Bulletins nuls                                                           | 142                       | 0,29                      | 666                      | 1,71                     |
| Suffrages exprimés                                                                  | Suffrages exprimés                                                       | 48 166                    | 98,85                     | 35 912                   | 92,16                    |
|                                                                                     |                                                                          |                           |                           |                          |                          |
| Candidat Étiquette politique (partis et alliances)                                  | Candidat Étiquette politique (partis et alliances)                       | Voix                      | % des exprimés            | Voix                     | % des exprimés           |
|                                                                                     |                                                                          |                           |                           |                          |                          |
|                                                                                     | Valérie Oppelt La République en marche !                                 | 19 160                    | 39,78                     | 21 542                   | 59,99                    |
|                                                                                     | Carole Malard La France insoumise                                        | 7 627                     | 15,83                     | 14 370                   | 40,01                    |
|                                                                                     | Sébastien Pilard Les Républicains (Union des démocrates et indépendants) | 6 717                     | 13,95                     |                          |                          |
|                                                                                     | Pascale Chiron Europe Écologie Les Verts                                 | 4 905                     | 10,18                     |                          |                          |
|                                                                                     | Alain Robert Parti socialiste                                            | 4 410                     | 9,16                      |                          |                          |
|                                                                                     | Agnès Chrissement Front national                                         | 1 888                     | 3,92                      |                          |                          |
|                                                                                     | Sophie Clocher Divers gauche (#MaVoix)                                   | 531                       | 1,10                      |                          |                          |
|                                                                                     | Elhadi Azzi Parti radical de gauche (Génération écologie)                | 464                       | 0,96                      |                          |                          |
|                                                                                     | Jean de Mascureau Debout la France                                       | 421                       | 0,87                      |                          |                          |
|                                                                                     | Isabelle Dudouet-Bercegeay Divers (Parti animaliste)                     | 377                       | 0,78                      |                          |                          |
|                                                                                     | Mary Haway Divers gauche (Mouvement du 10 novembre - Parti pirate)       | 310                       | 0,64                      |                          |                          |
|                                                                                     | Oriane Lévêque Divers (Union populaire républicaine)                     | 274                       | 0,57                      |                          |                          |
|                                                                                     | Aurélien Boulé Régionaliste (Oui la Bretagne - UDB)                      | 247                       | 0,51                      |                          |                          |
|                                                                                     | Sandra Cormier Extrême gauche (Nouveau Parti anticapitaliste)            | 242                       | 0,50                      |                          |                          |
|                                                                                     | Nicolas Bazille Lutte ouvrière                                           | 234                       | 0,49                      |                          |                          |
|                                                                                     | Donatienne Jossic Régionaliste (Parti breton)                            | 178                       | 0,37                      |                          |                          |
|                                                                                     | Laurent Cottereau Divers gauche                                          | 96                        | 0,20                      |                          |                          |
|                                                                                     | François Chapron Divers gauche                                           | 85                        | 0,18                      |                          |                          |
|                                                                                     | Béatrice Dumontet-Tarrius Divers droite                                  | 0                         | 0,00                      |                          |                          |
| Source : Ministère de l'Intérieur - Deuxième circonscription de la Loire-Atlantique |                                                                          |                           |                           |                          |                          |

#### Élections de 2022
Les élections législatives françaises de 2022 ont lieu les dimanches 12 et 19 juin 2022.
| Résultats des élections législatives des 12 et 19 juin 2022 de la 2e circonscription de la Loire-Atlantique |                            |                          |                          |              |              |             |             |
| Candidat | Candidat                   | Parti et coalition       | Nuances                  | Premier tour | Premier tour | Second tour | Second tour |
| Candidat | Candidat                   | Parti et coalition       | Nuances                  | Voix         | %            | Voix        | %           |
| | Andy Kerbrat               | LFI-PEPS (NUPES)         | NUP                      | 23 524       | 46,62        | 24 550      | 55,34       |
| | Valérie Oppelt             | LREM (ENS)               | ENS                      | 14 350       | 28,44        | 19 809      | 44,66       |
| | Foulques Chombart de Lauwe | LR (UDC)                 | LR                       | 4 717        | 9,35         |             |             |
| | Nicolas Gasnier            | RN                       | RN                       | 2 520        | 4,99         |             |             |
| | Cécile Scheffen            | REC                      | REC                      | 2 077        | 4,12         |             |             |
| | Christine Lambart          | Volt                     | REG                      | 1 173        | 2,32         |             |             |
| | Elisa Priollaud            | PP                       | REG                      | 515          | 1,02         |             |             |
| | Sébastien Milbeo           | PA                       | ECO                      | 508          | 1,01         |             |             |
| | Ludivine Dalichoux         | LP (UPF)                 | DSV                      | 491          | 0,97         |             |             |
| | Nicolas Bazille            | LO                       | DXG                      | 385          | 0,76         |             |             |
| | Olivier Gardent            | POID                     | DXG                      | 194          | 0,38         |             |             |
| Votes valides                                                                                               | Votes valides              | Votes valides            | Votes valides            | 50 454       | 98,34        | 44 359      | 95,54       |
| Votes blancs                                                                                                | Votes blancs               | Votes blancs             | Votes blancs             | 662          | 1,29         | 1 543       | 3,32        |
| Votes nuls                                                                                                  | Votes nuls                 | Votes nuls               | Votes nuls               | 191          | 0,37         | 528         | 1,14        |
| Total | Total                      | Total                    | Total                    | 51 307       | 100          | 46 430      | 100         |
| Abstention                                                                                                  | Abstention                 | Abstention               | Abstention               | 40 126       | 43,89        | 37 819      | 44,89       |
| Inscrits / participation                                                                                    | Inscrits / participation   | Inscrits / participation | Inscrits / participation | 91 433       | 56,11        | 84 249      | 55,11       |

#### Élections de 2024
| Candidat                 | Candidat                 | Parti et coalition       | Nuances                  | Premier tour | Premier tour |
| Candidat                 | Candidat                 | Parti et coalition       | Nuances                  | Voix         | %            |
| ------------------------ | ------------------------ | ------------------------ | ------------------------ | ------------ | ------------ |
|                          | Andy Kerbrat             | LFI (NFP)                | UG                       | 34 341       | 51,67        |
|                          | Valérie Oppelt           | RE (ENS)                 | ENS                      | 17 744       | 26,70        |
|                          | Nolwenn Fer              | RN                       | RN                       | 9 157        | 13,78        |
|                          | Louisa Amrouche          | LR                       | LR                       | 3 893        | 5,86         |
|                          | Adrien Copros            | Volt                     | DVG                      | 786          | 1,18         |
|                          | Nicolas Bazille          | LO                       | EXG                      | 542          | 0,82         |
|                          | Nicolas Vabre            | NPA-R                    | EXG                      | 0            | 0,00         |
|                          | Zora Chignole            | SE                       | DIV                      | 0            | 0,00         |
|                          |                          |                          |                          |              |              |
| Votes valides            | Votes valides            | Votes valides            | Votes valides            | 66 463       | 98,37        |
| Votes blancs             | Votes blancs             | Votes blancs             | Votes blancs             | 832          | 1,23         |
| Votes nuls               | Votes nuls               | Votes nuls               | Votes nuls               | 266          | 0,39         |
| Total                    | Total                    | Total                    | Total                    | 67 561       | 100          |
| Abstention               | Abstention               | Abstention               | Abstention               | 23 971       | 26,19        |
| Inscrits / participation | Inscrits / participation | Inscrits / participation | Inscrits / participation | 91 532       | 73,81        |

#### Département de la Loire-Atlantique
- La fiche de l'INSEE de cette circonscription : « Tableaux et Analyses de la deuxième circonscription de la Loire-Atlantique », sur insee.fr, site de l'Institut national de la statistique et des études économiques (consulté le 10 juin 2007) [PDF]
- « Tous les députés du département de la Loire-Atlantique depuis 1789 », sur assemblee-nationale.fr, site de l'Assemblée nationale française (consulté le 10 juin 2007)
- « Informations contentieuses sur le département de la Loire-Atlantique (Élections législatives de 2002) »(Archive.org • Wikiwix • Archive.is • Google • Que faire ?), sur conseil-constitutionnel.fr, site du Conseil constitutionnel (consulté le 13 juin 2007)
- Carte du découpage des circonscriptions législatives Nantaises

#### Circonscriptions en France
- « Carte des circonscriptions législatives en France », sur assemblee-nationale.fr, site de l'Assemblée nationale française (consulté le 10 juin 2007)
- « Résultats électoraux officiels en France »(Archive.org • Wikiwix • Archive.is • Google • Que faire ?), sur interieur.gouv.fr, site du ministère de l'Intérieur (France) (consulté le 13 juin 2007)
- Description et Atlas des circonscriptions électorales françaises sur http://www.atlaspol.com, Atlaspol, site de cartographie géopolitique, consulté le 13 juin 2007.